# کپلر ۱۶۲۵بی ۱
کپلر ۱۶۲۵بی ۱ (انگلیسی: Kepler-1625b I) قمر احتمالی سیاره فراخورشیدی کپلر ۱۶۲۵ بی، ممکن است نخستین قمر فراخورشیدی باشد که تاکنون کشف شده‌است (در انتظار تأیید) و اولین بار پس از مشاهدات اولیه توسط تلسکوپ فضایی کپلر نشان داده شد. یک کمپین رصدی دقیق‌تر توسط تلسکوپ فضایی هابل در اکتبر ۲۰۱۷ انجام شد که در نهایت منجر به یک مقاله اکتشافی منتشر شده در مجله پیشرفت‌های علم (Science
Advances) در اوایل اکتبر ۲۰۱۸ شد. بررسی‌های مربوط به کشف این قمر نشان می‌دهد که جرم سیاره فراخورشیدی میزبان تا چندین برابر جرم مشتری است. در مورد اندازه، و تصور می‌شود که این قمر تقریباً حدود جرم نپتون است. مانند چندین قمر در منظومه شمسی، قمر فراخورشیدی بزرگ از نظر تئوری می‌تواند میزبان قمر خود، به عنوان یک قمر فرعی، در مداری پایدار باشد، هرچند هیچ مدرکی برای چنین قمر فرعی یافت نشده‌است.